# Eduard Löwe
Eduard (Edward) Löwe (Loewe, Lowe) (23. září 1794 Praha – 25. února 1880 Londýn) byl český šachový mistr (původem z pražské židovské rodiny), účastník prvního mezinárodního šachového turnaje roku 1851 v Londýně.

## Löweho šachové výsledky
- vítězství v zápase s Howardem Stauntonem roku 1847 v poměru 5:2 (soupeř mu však dal v každé partii výhodu pěšce a dvou tahů)
- vítězství v zápase Hughem Alexandrem Kennedym roku 1849 v poměru 7:6 (=1)[1]
- na uzavřeném turnaji dvanácti členů šachového klubu londýnské kavárny Divan roku 1849 vyhrál sice v prvním kole nad Arthurem Simonsem[pozn. 1] 2:0, ale v zápase o postup do trojčlenné finálové skupiny prohrál s Georgem Webbem Medleym 1:2 (=1) (turnaj vyhrál Henry Thomas Buckle)[2]
- na prvním mezinárodním šachovém turnaji roku 1851 v Londýně prohrál v prvním kole s pozdějším finalistou Marmadukem Wyvillem 0:2 (turnaj vyhrál Adolf Anderssen)[3]
- prohra v zápase s Jamesem Hannahem[pozn. 2] roku 1857 v poměru 8:13
- prohra v zápase s Paulem Morphym roku 1858 v poměru 0:6